# Karen Gillan
Karen Sheila Gillan (Inverness, 28 novembre 1987) è un'attrice ed ex modella britannica, nota per il ruolo di Amy Pond nella serie televisiva Doctor Who, per quello di Nebula nel Marvel Cinematic Universe e per quello di Ruby Roundhouse in  Jumanji - Benvenuti nella giungla e in Jumanji: The Next Level.

## Biografia
Nata e cresciuta a Inverness, in Scozia, in giovane età comincia ad amare la recitazione, unendosi a diversi gruppi teatrali locali e prendendo parte a numerose produzioni della sua scuola, la Charleston Academy. A sedici anni decide di seguire il suo interesse per la recitazione, studiando all'Edinburgh's Telford College. Successivamente, ottiene un posto alla Italia Conti Academy of Theatre Arts di Londra. A diciotto anni si trasferisce a Londra per studiare in una scuola di teatro.

## Carriera

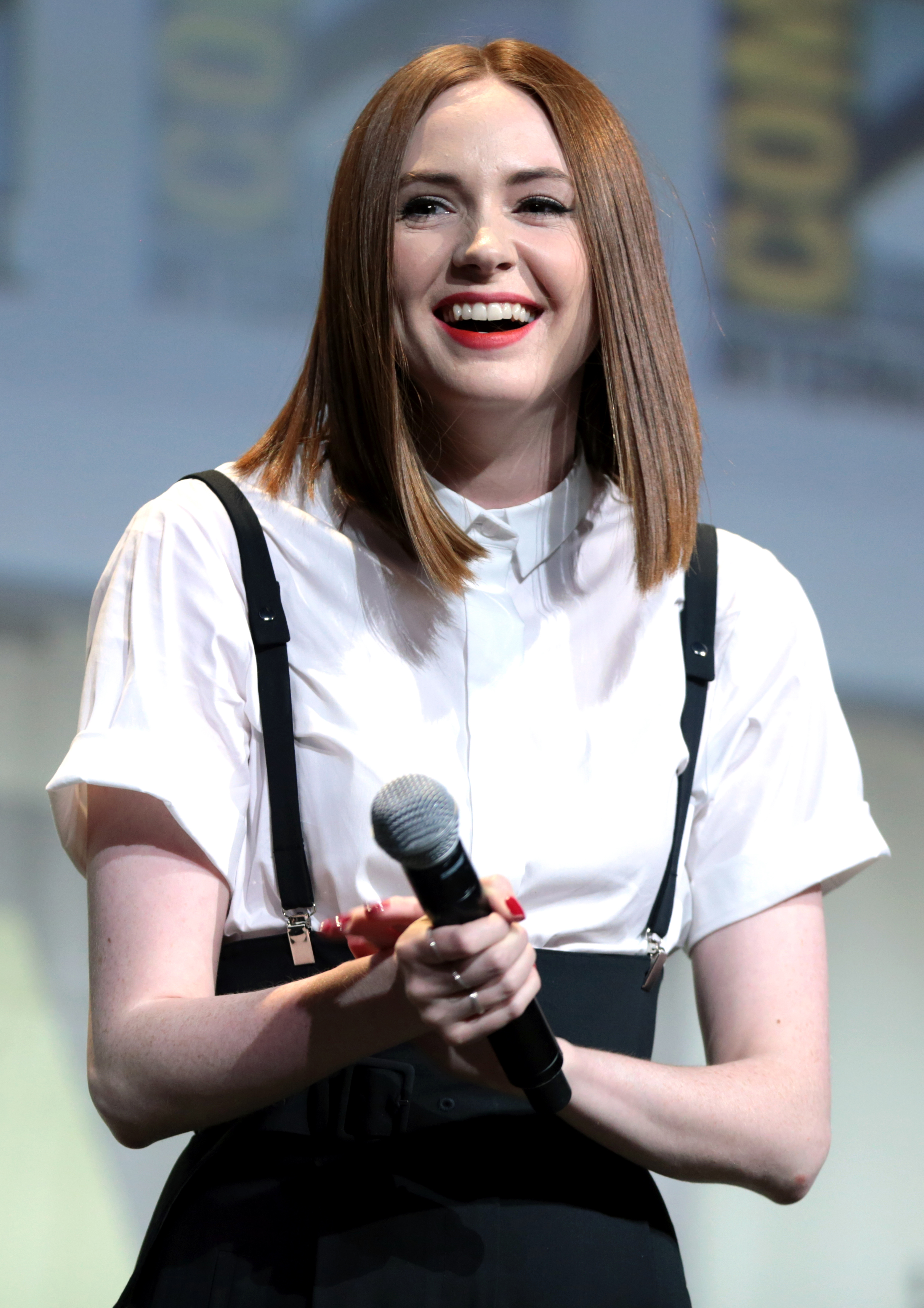
Karen Gillan nel 2016

Prima di diventare attrice, Karen Gillan fa la modella per un'agenzia. Partecipa alla London Fashion Week del 2007 per Allegra Hicks e al party di lancio della nuova linea di cosmetici di Nicola Roberts. I suoi primi ruoli come attrice sono come guest star in diverse serie televisive; il suo primo ruolo duraturo è nella serie di sketch comedy The Kevin Bishop Show, dove interpreta più personaggi, tra i quali anche celebrità come Katy Perry e Angelina Jolie. Appare nel film per la televisione di Channel 4 Stacked nel ruolo di Ginny e come protagonista nel progetto horror The Well, trasmesso come serie di film episodici su BBC Two.
A maggio 2009 ottiene il ruolo di Amy Pond, la compagna del Dottore nella quinta stagione della serie britannica Doctor Who, dopo essere già apparsa nella serie in un ruolo minore in un episodio della quarta stagione. La sua prima apparizione nel ruolo è nell'episodio L'undicesima ora del 3 aprile 2010 e viene confermata anche nella stagione successiva.
Ad agosto 2011 viene annunciata la sua partecipazione alla commedia indie Not Another Happy Ending con Emun Elliott, le cui riprese cominciano a luglio 2012. Durante un'intervista al San Diego Comic-Con International del 2011, Gillan conferma la sua partecipazione anche alla settima stagione di Doctor Who, che a dicembre viene annunciato sarà l'ultima in cui il suo personaggio comparirà.
Il 26 gennaio 2012 interpreta la parte della super modella Jean Shrimpton nel film della BBC We'll Take Manhattan, che racconta la relazione della modella con il fotografo David Bailey. È anche Brittney in Romeo & Brittney di David Baddiel ed entra nel cast principale dell'horror Oculus - Il riflesso del male. Il 1º giugno 2013 viene annunciata la sua partecipazione al film della Marvel Guardiani della Galassia, nel ruolo di Nebula. Ha partecipato anche al sequel Guardiani della Galassia Vol. 2 (2017) e al cross-over Avengers: Infinity War (2018). Nel 2017 partecipa come protagonista in Jumanji - Benvenuti nella giungla. Nel 2019 riprende il ruolo di Nebula in Avengers: Endgame e di Ruby Roundhouse in Jumanji: The Next Level.

## Vita privata

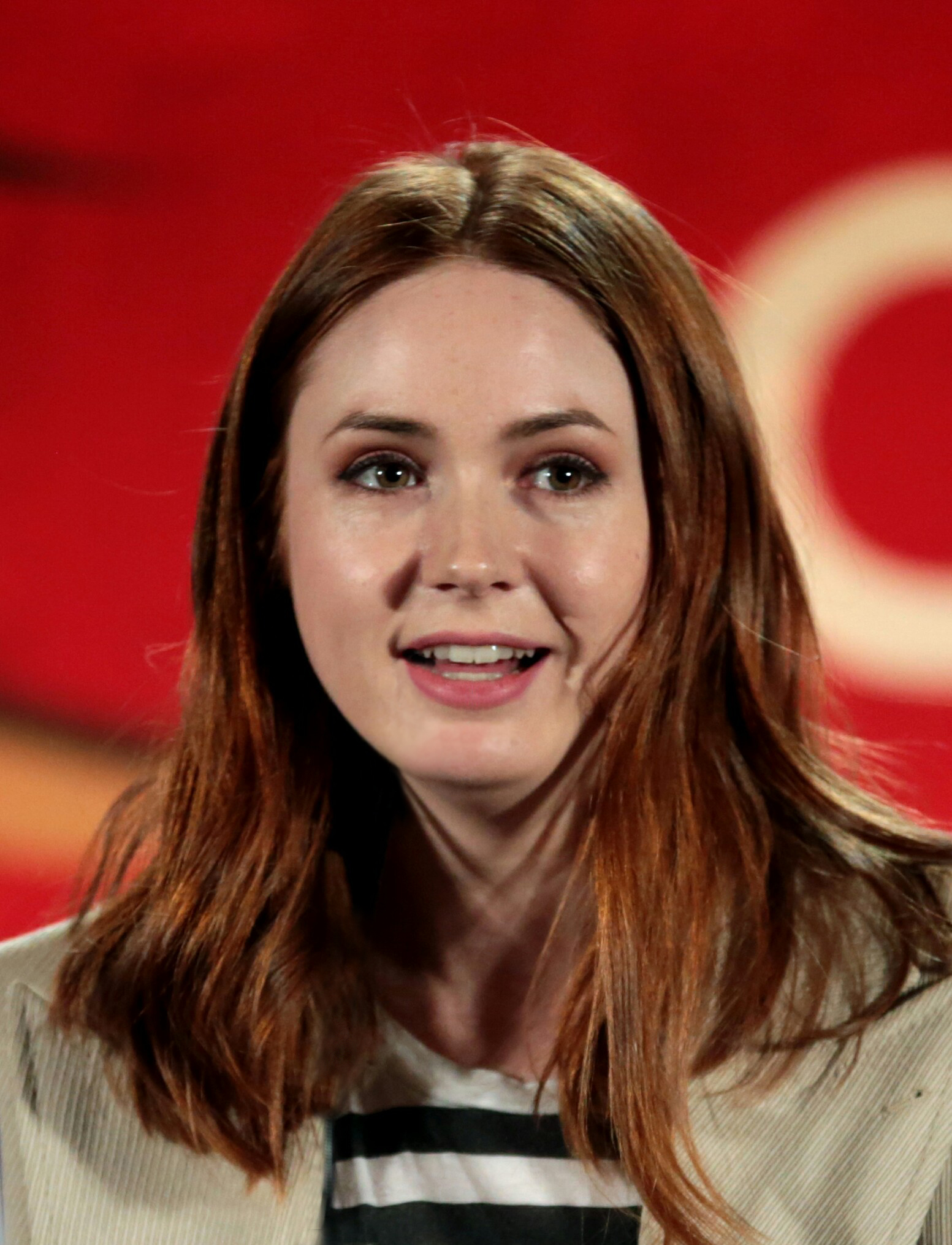
Karen Gillan nel 2017

Durante un'intervista del 2012 al The Late Late Show, ha dichiarato di essersi trasferita negli Stati Uniti per recitare nel film Oculus.
Ha affermato che, sebbene la sua famiglia sia cattolica, non è stata battezzata e non è religiosa, ma concorda con l'affermazione che "siamo solo minuscoli punti nella vasta vacuità cosmica dell'universo".
Nel maggio 2022, Gillan ha sposato Nick Kocher, un comico americano del duo di sketch BriTANicK, in una cerimonia al Castle Toward, a Dunoon, in Scozia. Nel dicembre 2024 la coppia ha avuto una bambina, Clementine.

## Filmografia

### Attrice

#### Cinema
- New Town Killers, regia di Richard Jobson (2008)
- Outcast, regia di Colm McCarthy (2010)
- Not Another Happy Ending, regia di John McKay (2012)
- Oculus - Il riflesso del male (Oculus), regia di Mike Flanagan (2013)
- Guardiani della Galassia (Guardians of the Galaxy), regia di James Gunn (2014)
- The List, regia di Harris Goldberg (2015)
- La grande scommessa (The Big Short), regia di Adam McKay (2015)
- Nella valle della violenza (In a Valley of Violence), regia di Ti West (2016)
- Guardiani della Galassia Vol. 2 (Guardians of the Galaxy Vol. 2), regia di James Gunn (2017)
- The Circle, regia di James Ponsoldt (2017)
- Jumanji - Benvenuti nella giungla (Jumanji: Welcome to the Jungle), regia di Jake Kasdan (2017)
- The Party's Just Beginning, regia di Karen Gillan (2018)
- Alex & The List, regia di Harris Goldberg (2018)
- Avengers: Infinity War, regia di Anthony e Joe Russo (2018)
- Avengers: Endgame, regia di Anthony e Joe Russo (2019)
- Stuber - Autista d'assalto (Stuber), regia di Michael Dowse (2019)
- Jumanji: The Next Level, regia di Jake Kasdan (2019)
- Il richiamo della foresta (The Call of the Wild), regia di Chris Sanders (2020)
- Gunpowder Milkshake, regia di Navot Papushado (2021)
- Nella bolla (The Bubble), regia di Judd Apatow (2022)
- Thor: Love and Thunder, regia di Taika Waititi (2022)
- Dual - Il clone (Dual), regia di Riley Stearns (2022)
- Next Exit, regia di Mali Elfman (2022)
- Guardiani della Galassia Vol. 3 (Guardians of the Galaxy Vol. 3), regia di James Gunn (2023)
- Sleeping Dogs, regia di Adam Cooper (2024)
- The Life of Chuck, regia di Mike Flanagan (2024)

#### Televisione
- Rebus – serie TV, episodio 3x02 (2006)
- Harley Street – serie TV, episodio 1x01 (2008)
- Doctor Who – serie TV, episodio 4x02 (2008)
- Coming Up – serie TV, episodio 6x07 (2008)
- Stacked, regia di Jennifer Perrott – film TV (2008)
- The Kevin Bishop Show – serie TV, 12 episodi (2008-2009)
- The Well – serie TV, 4 episodi (2009)
- Doctor Who – serie TV, 34 episodi (2010-2013) – Amy Pond
- Doctor Who Confidential – programma TV, 26 puntate (2010-2011)
- We'll Take Manhattan, regia di John McKay – film TV (2012)
- In Love with Coward – serie TV (2012)
- NTSF:SD:SUV:: – serie TV, 9 episodi (2013)
- A Touch of Cloth – serie TV, 2 episodi (2014)
- Selfie – serie TV, 13 episodi (2014)
- Comedy Bang Bang! – serie TV, 1 episodio (2015)
- 7 Days in Hell, regia di Jake Szymanski – film TV (2015)
- Calls – serie TV, 1 episodio (2021)
- Guardiani della Galassia Holiday Special (The Guardians of the Galaxy Holiday Special), regia di James Gunn – speciale TV (2022)

#### Cortometraggi
- Bound for Greatness, regia di James Gadd (2014)
- Conventional, regia di Karen Gillan (2015)
- Warning Labels, regia di Jennifer Morrison (2015)

### Doppiatrice
- Robot Chicken – serie animata, 1 episodio (2015)
- Emo Dad – serie animata, 2 episodi (2016)
- Spie sotto copertura (Spies in Disguise), regia di Nick Bruno e Troy Quane (2019)
- What If...? – serie animata, 2 episodi (2021)

### Regista
- Coward – cortometraggio (2015)
- Conventional – cortometraggio (2015)

## Doppiatrici italiane
Nelle versioni in italiano delle opere in cui ha recitato, Karen Gillan è stata doppiata da:
- Francesca Manicone in Doctor Who, Oculus - Il riflesso del male, Guardiani della Galassia, Selfie, La grande scommessa, Nella valle della violenza, Guardiani della Galassia Vol. 2, The Circle, Avengers: Infinity War, Avengers: Endgame, Il richiamo della foresta, Gunpowder Milkshake, Nella bolla, Thor: Love and Thunder, Guardiani della Galassia Holiday Special, Guardiani della Galassia Vol. 3, Dual - Il clone
- Gea Riva in Jumanji - Benvenuti nella giungla
- Federica Bomba in Stuber - Autista d'assalto
- Gemma Donati in Jumanji: The Next Level
- Valentina Stredini in Calls

Da doppiatrice è sostituita da:
- Francesca Manicone in What If...?, I Simpson
- Giulia Santilli in Spie sotto copertura

## Riconoscimenti
- Empire Awards
  - 2015 – Miglior debutto femminile per Oculus - Il riflesso del male e Guardiani della Galassia[22]